# IC 1875
IC 1875 је елиптична галаксија у сазвјежђу Пећ која се налази на листи објеката дубоког неба у Индекс каталогу.
Деклинација објекта је - 39° 26' 27" а ректасцензија 3h 3m 56,6s. Привидна величина (магнитуда) објекта IC 1875 износи 12,5 а фотографска магнитуда 13,5. IC 1875 је још познат и под ознакама ESO 300-6, MCG -7-7-2, AM 0302-393, PGC 11549.